# Balança fiscal del País Valencià amb Espanya
La balança fiscal del País Valencià amb Espanya és la balança fiscal entre aquestes dos administracions: l'autonòmica i la central. El concepte ha estat al centre del debat polític d'algunes comunitats autònomes, sobretot en aquelles que tenien com a resultat un dèficit fiscal, tenint en compte el que aporten a la hisenda pública i el que en reben. A l'Estat Espanyol s'han fet diversos estudis sobre aquest tema per a conèixer l'estat de l'equilibri fiscal entre comunitats autònomes:
- Las balanzas fiscales de las comunidades autónomas con la Administración Pública Central, 1991-2005. Publicat per la Fundació BBVA el 2007.
- Estimació de les balances fiscals de les comunitats autònomes respecte de l'Estat Espanyol 1995-2005. Publicat per la Fundació Josep Irla el 2008.
- Resultats de la balança fiscal de Catalunya amb l'administració central 2002-05 (exclusiu per a la comunitat autònoma de Catalunya). Publicat pel Govern de Catalunya el 2008.
- Balances fiscals de les comunitats autònomes amb el sector públic estatal. Publicat pel govern Espanyol el 2008.
- Balança fiscal de Catalunya amb l'Administració central 2006 - 2009. Publicat pel Govern de Catalunya el 2012.
- La sèrie Papers de finançament Arxivat 2018-06-12 a Wayback Machine., elaborada per l'IVIE[4]

## Mètode de càlcul
El càlcul de la balança fiscal de la comunitat autònoma no és fàcil perquè no és clar com imputar determinats serveis públics i com localitzar la "càrrega de determinats impostos".
L'estudi es pot fer mitjançant dos mètodes: el mètode del flux monetari i el mètode del flux del benefici (també conegut com a mètode de càrrega-benefici). Els estudis fets amb el primer mètode donen valors deficitaris per als darrers anys de la dècada de 1990 i els primers de la dècada dels 2000 per al País Valencià d'entre el 4,0% i el 6,3% del PIB. Els estudis fets amb el segon mètode, també donen valors deficitaris per al País Valencià però menors, d'entre el 1.5 i el 2,4%, arribant a ser positiu fins a 1998.
Segons el professor Celestí Gimeno, a diferència de l'Estat espanyol, la UE té ja resolt el problema: publica anualment les balances fiscals entre els Estats de la Unió Europea i ho fa segons el criteri del "flux monetari". Així doncs, l'organització supraestatal a la qual pertany l'Estat espanyol i amb la qual convergeix no sols aplica ja el principi de "transparència és democràcia" sinó que, a més, té resolt el criteri que cal aplicar.
El professor Celestí Gimeno afirma que des de determinades posicions ideològiques i polítiques s'està utilitzant el fals debat de les metodologies de càlcul amb la clara finalitat de no entrar en el moll de l'os. Efectivament, hi ha diverses metodologies, però el debat es pot centrar bàsicament en dues metodologies o criteris de càlcul: 
- 1-.El criteri del benefici .
- 2-.El criteri dels fluxos (el qual utilitza la UE).

### Criteris de recompte de les despeses
El primer d'aquests criteris calcula les despeses de l'estat en cada un dels territoris en funció de qui és el beneficiari de la despesa. Per exemple: segons aquesta metodologia els cinturons de circumval·lació de Madrid M-40, com que també serveixen perquè nosaltres puguem anar des de Castelló a La Corunya sense entrar en Madrid no són comptabilitzats com a inversions de l'Estat a la Comunitat de Madrid sinó que se centrifuguen de manera proporcional a la resta de les comunitats autònomes i nacionalitats històriques. Això implica que la inversió del cinturó de València, com que també serveix per a Múrcia, Andalusia o Catalunya, no hauria pas d'imputar-se com a despesa de l'estat al País Valencià sinó centrifugar-se a la resta de beneficiaris. A l'estat espanyol es fa el primer (se centrifuguen determinades inversions estatals a Madrid) però no el segon. Així, estadísticament, Madrid apareix com a receptora de menys inversions de les que realment és receptora.
Això, juntament amb el fet que en termes econòmics es denomina "efecte seu" fa que Madrid aparega com una mena de campiona de la solidaritat. Però, que és l'"efecte seu"? Per exemple, Madrid, en ser la seu fiscal de la major part de les gran corporacions industrials, financeres, etc. apareix com a la major contribuent a les arques estatals, sense tenir en compte que la major part de la producció i dels beneficis d'aquestes grans corporacions no es fan en territori madrileny, sinó al llarg de tot el territori estatal. No és cert doncs que Madrid és la primera contribuent. Altres estats, entre ells els USA, introdueixen correctius a l'hora de calcular les balances per tal d'eliminar l'efecte seu. Si això es fera a l'estat espanyol, en referència al "correctiu", i utilitzant les metodologies que fan servir els països més avançats en aquest assumpte, veuríem com Madrid passaria d'ingressar a la Hisenda Pública més de la meitat dels impostos de societats a tenir una participació més d'acord amb el percentatge de la seua participació en el PIB estatal (17-18%).
Per aquest motiu, la Unió Europea, en canvi, va decidir utilitzar la metodologia o criteri dels fluxos monetaris que recull de manera més real les despeses i la inversió pública sobre el territori. Si en aquest moment s'aplica el criteri a l'estat espanyol la Comunitat de Madrid passaria de ser la "campiona de la solidaritat" a tenir dèficit zero. És l'única que estaria en aquesta situació. Galícia, Astúries, Andalusia i Extremadura serien les màximes beneficiàries i les Illes Balears, Catalunya, Navarra i el País Valencià les màximes contribuents.
Finalment, seria interessant esmentar una anècdota que explica el professor Castells i que es refereix al fet que quan s'estava discutint a la U.E. el criteri que seria convenient aplicar pel càlcul de les balances, el representant belga volia que s'utilitzés el criteri del benefici (afavoreix la capitalitat de Brussel·les); aquesta proposta va ser contestada amb molta rotunditat pel representant grec dient que Grècia estava disposada a renunciar als fons estructurals de convergència si es transferien a Atenes tan sols deu mil euro-funcionaris.
Perquè a més a més no cal dir que també se centrifuguen els salaris dels 400.000 funcionaris estatals de Madrid, que si bé és cert que, diguem-ne, treballen per a tots, també és cert que formen part de la demanda agregada de Madrid, ja que es gasten als hipermercats, als cinemes, als bars i restaurants, etc. de la capital.

## Història de la situació del balanç
L'infrafinançament valencià és la situació de discriminació fiscal que afecta al País Valencià en la qual aporta més diners a l'Estat central, que reparteix, que els que rep. És un assumpte que ha tingut molta atenció per part d'economistes, polítics, periodistes i altres ciutadans.
Ja des de principis del segle XX ja existia una situació així i respecte aquesta també existia una queixa.
El tracte fiscal rebut pel País Valencià durant els anys 90 i anys 2000 dels segles XX i XXI ha portat que s'encunyara el terme "Espoliació fiscal valenciana" per a parlar de l'infrafinançament d'esta comunitat autònoma respecte a altres territoris del Regne d'Espanya. Concretament, la Valenciana és la Comunitat Autònoma d'Espanya amb la menor despesa per capita de tot l'estat, ja que el finançament per capita rebut és encara inferior a eixa despesa, que es finança mitjançant crèdits del Fons de Liquiditat Autonòmica.
El 2008 es publicaren balances fiscals oficials del 2005 per a conèixer el desequilibri fiscal entre comunitats autònomes. No van tindre continuïtat. El 2014 es va publicar una altra balança fiscal oficial, aquesta del 2011.
Des del 2002 fins al 2017 hi hagué una situació d'espoli cap al Consell de la Generalitat Valenciana de més de 20.000 milions d'euros. A partir de la reforma del sistema de finançament autonòmic espanyol fet pel govern de Zapatero el 2009 la balança millorà insuficientment, segons l'economista José Carlos Díez. J.C. Díez considerà en un article del 2016 que si no millorava el sistema de finançament, els corrents independentistes valencians podrien prendre força.
Durant el període 2011-2014, la "despesa per capita canalitzada per l'Administració Central […] fou de 4.527 euros, en contrast amb la mitjana autonòmica, que fou de 5.460 euros".
El 2014, Ángel de la Fuente va exposar al Ministeri d'Hisenda que el País Valencià era la quarta comunitat autònoma pitjor finançada.
La situació de liquidació del 2015 és la pitjor de totes les comunitats autònomes quant a finançament efectiu per habitant, segons la Fundación de Estudios de Economía Aplicada (FEDEA).
El 2016 l'aleshores president del Govern d'Espanya, Mariano Rajoy, contestà al portaveu de Compromís, Joan Baldoví, que en l'anterior legislatura no s'havia reformat el sistema de finançament de les comunitats autònomes perquè "hi havia altres prioritats".
El 2016 sense negar la situació d'infrafinançament, Federico Varona cridà l'atenció sobre l'execució del pressupost autonòmic valencià fou del 30%. Eixe any eixí una notícia en la que es contava que cada ciutadà valencià rep la mitat que un basc en la relació de la balança fiscal.
L'informe fet per l'Autoridad Independiente de Responsabilidad Fisctal (Airef) sobre las previsions contingudes als Pressupostos de la Generalitat Valenciana de 2017 mostra al País Valencià com a l'última en rebre ingressos respecte la despesa mitjana del conjunt de les comunitats autònomes espanyoles.
Pel maig de 2017 es va realitzar un debat obert al respecte, on participaren el Síndic Major de Comptes David Cucarella, Raül Burriel i Antoni Infante. El 10 de juny de 2017 es realitzà una manifestació baix el moviment polític Crida pel Finançament Valencià, organitzat i format per Escola Valenciana, Plataforma pel Dret a Decidir, Esquerra Unida del País Valencià i altres.
En setembre de 2017 els líders del Consell van demanar un finançament més just (a més de finançament per al Corredor Mediterrani) a l'aleshores Ministre de Foment Montoro. Montoro contestà dient que els valencians solament que ploren. Se sumaren a un manifest per a demanar un finançament més just la patronal Confederació Empresarial Valenciana alhora que es desmarcaven de participar en una manifestació proposada per l'aleshores vicepresidenta de la Generalitat Valenciana Mónica Oltra.
El 2017 segons el Ministeri d'Hisenda els valencians rebien 2.178 euros per habitant, menys que la mitjana de 2.354 euros i a la cua respecte el total. Aquests diners són insuficients per a cobrir les competències cedides per l'estat central a l'administració autonòmica valenciana.
El 18 de novembre es convocà una manifestació per demanar un finançament just. Els convocants foren els sindicats CCOO, UGT i la patronal CEV. Aquesta manifestació contà amb el suport del president de la Generalitat Valenciana d'aleshores, Ximo Puig, la Confederació de Cooperatives de la Comunitat Valenciana i Fecoval. La representant del Partit Popular de la Comunitat Valenciana no donà suport a la manifestació dient que solament s'aconsegueixen canvis en el finançament autonòmic negociant en despatxos amb l'executiu d'Espanya i no amb manifestacions.
El desembre de 2017 un dels experts de la Fundación de Estudios de Economía Aplicada va inventar una nova manera de calcular la balança fiscal que converteix el que es considerava un cost addicional (els interessos generats pel FLA) en un estalvi per ser interessos inferiors als dels mercats.
El 2019, la situació d'infrafinançament provocà que el deute i el dèficit del País Valencià arribara a una xifra rècord.